# Cuyagua
Cuyagua es un pueblo ubicado en la costa de Aragua, Venezuela. Entre sus ríos se encuentran el Pozo de Arena y el Pozo San Pedro. Tiene una playa que posee un fuerte oleaje donde se practica el surf y el bodyboard.

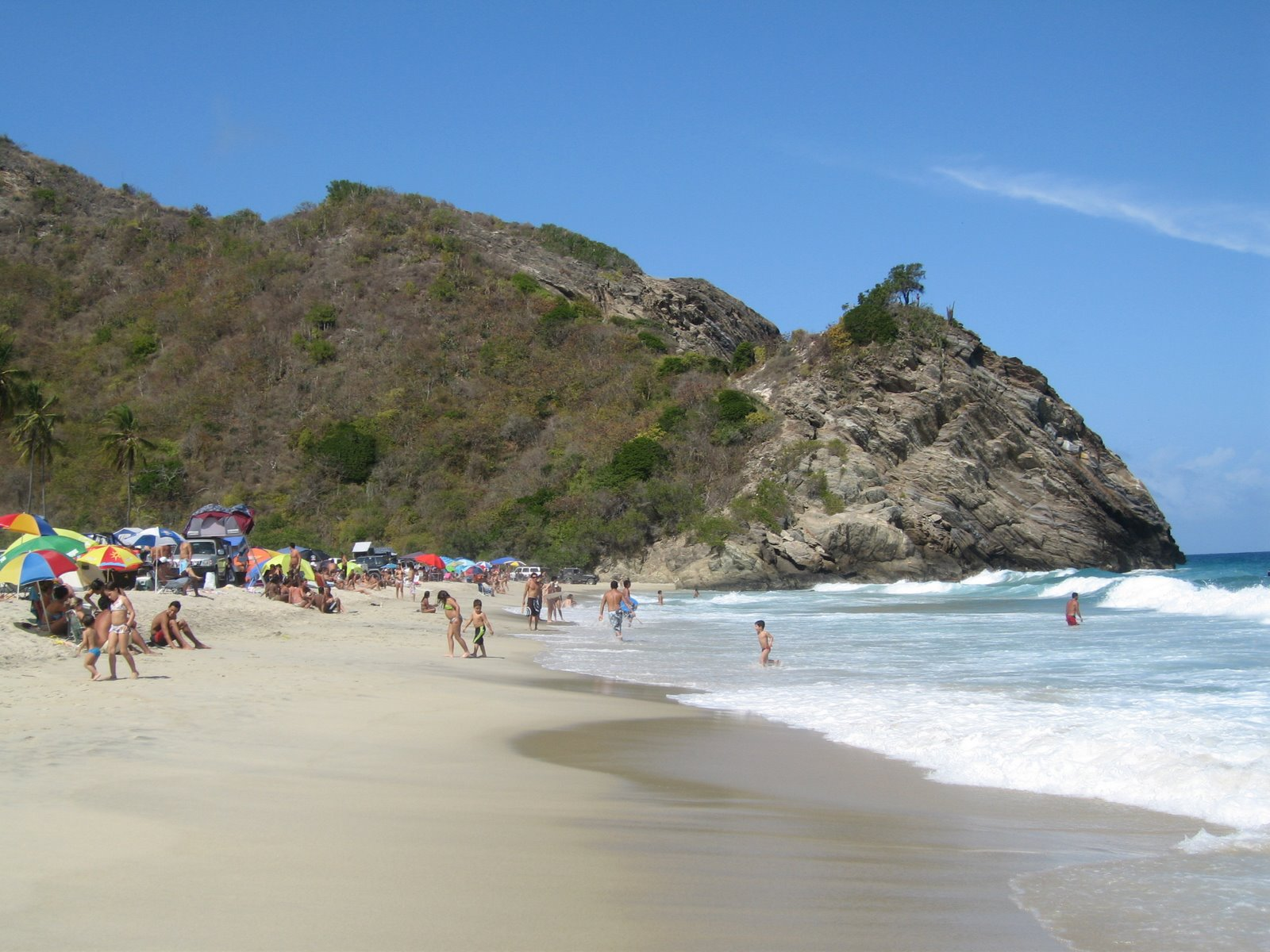
Cuyagua.